# Supercrooo
Supercrooo je pražská hip-hopová / rapová dvojice tvořená hudebníky s uměleckými jmény Hugo Toxxx (také Hack) a James Cole (také Phat).

## K.O. Kru
Hip-hopové uskupení s názvem K.O. Kru založili Hack s Phatem kolem roku 1998. Debutovalo vinylovým singlem Nádech / Náš cíl, který v roce 2001 vydal P.A.trick records [zdroj?]. Tento singl se objevil společně s Wichovým remixem na celočeské kompilaci Lyrik Derby 1.
Phat v roce 2002 začal nahrávat u P.A.trick records, avšak v polovině desky odešel a jeho sólová práce Frekvence P.H.A.T. vyšla u vydavatelství PSH – Terrorist?. Na albu hostovali například LA4, Vladimir 518 a taky Hack. Produkoval si ji z části sám, částečně mu s ní vypomohli pražští Wich, Enemy a Hack. Obsahovala méně samplování, více syntetických a elektronických zvuků, specifický beat a velký důraz na rap[zdroj?].
K.O. Kru společně po sólo pauze vytvořilo svůj další singl Kéry, který se objevil na kompilaci From Amsterdam To Praha na labelu Maddrum rec .

## Supercrooo
Už jako Supercrooo se objevili s novou tvorbou a postupem na kompilaci East Side Unia Vol. 3 se skladbou 2005. Obsahuje zvláštní tvrdou a nekompromisní lyriku s volnými asociacemi a paradoxními slovními spojeními, inspirovanou komiksem a žánrem science fiction[zdroj?].
Své debutové album Toxic Funk vydali v roce 2004 u Maddrum records. Album je plné nekompromisního přístupu k textům, kontroverze, perverzní tematiky a nesamplovaných, toxických a elektro beatů[zdroj?].
Dalším albem Supercrooo se stal České Kuře:Neurofolk vydané u Nejbr Beats  Archivováno 29. 1. 2009 na Wayback Machine. v roce 2005 [zdroj?]. Na tomto albu jsou beaty ještě tvrdší, agresivnější a temnější než na předchozím. Zvuk je mnohem propracovanější a rapy se staly více psychedelické[zdroj?].
Začátkem roku 2007 vydali u vydavetelství Bigg Boss  první české rapové dvojCD Dva Nosáči Tankujou Super, na kterém shrnují svou dosavadní tvorbu z let 1996 až 2006. Obsahuje několik známých skladeb, nevydané nahrávky, několik remixů a nahrávky hostů. Pilotním singlem celého projektu je Kariéra 16 remix ft. Vec a H16, ke kterému byl natočen i videoklip pod taktovkou Rista.
V červnu 2008 vydal Hugo Toxxx své sólové album Rok Psa, v prosinci 2008 vydal James Cole společně s Orionem z PSH album Orikoule. Obě alba vyšla u vydavelství Bigg Boss.

## Dixxx
Mezi vydáním alb Toxic Funk a České Kuře:Neurofolk byl vytvořen experimentální elektro projekt Dixxx, který tvoří kromě Hacka s Phatem i Risto s Lucasem Skunkwalkerem. Poslední dva se starají o produkci, mastering, atd.[zdroj?]
Dixxx vydali desku DIXXX na labelu Rapsport, který vytvořili SuperCrooo. Album vyšlo v omezeném nákladu 500 kusů a takřka okamžitě bylo prodáno[zdroj?]. O rok později vydali i rozšířenou Dixxx – Extended Edition doplněnou o remixy a novým obalem. Na mixtapu Viktora Hazarda Rap Superstar vol. 1 se objevila skladba Top Rock. V roce 2006 umístili na Internet ke stažení skladbu Biatches.

## Rapgame
Hugo Toxxx a další moderátor Poeta spolu uváděli pořad o rapu Rapgame na Radio SPIN. Pořad byl vysílán jednou týdně, každý díl byl věnován určitému tématu a obsahoval rozhovor s hosty ve studiu. Pořad byl po roce zrušen a v současné době pokračuje na rádiu Spin, kde Poetu nahradil Willie-mack který byl následně nahrazen Dyrtym.

## Diskografie
- K.O. Krů – Nádech/Náš cíl (Vinyl) (2001)
- Phat – Frekvence P.H.A.T. (2002)
- Phat – Frekvence P.H.A.T/Modelky (Vinyl) (2002)
- Supercrooo – Toxic Funk (14. května 2004[10])
- Dixxx – Dixxx (2005)
- Supercrooo – Baby (Vinyl) (2005)
- Supercrooo – České Kuře:Neurofolk (2005)
- Dixxx – Dixxx Extended Edition (2006)
- Supercooo – 2 Nosáči Tankujou Super (2007)
- Hugo Toxxx – Rok Psa (2008)
- James Cole a Orion – Orikoule (2008)
- James Cole – Je Kapitán Láska (2009)
- James Cole – Halucinace ze třetího patra (2010)
- Hugo Toxxx – Legální Drogy + Illegální Kecy (2011)
- James Cole a DJ Scarface – Jed na krysy (2011)
- Hugo Toxxx – Bauch Money (2012)
- James Cole + LA4 + Mike Trafik – Nadzemí EP (2012)
- James Cole – Moby Dick (2013)
- Hugo Toxxx – Trashrap (2014)
- James Cole – Orfeus (2016)
- James Cole – Stanley Kuffenheim (2018)
- Hugo Toxxx – 1000 (2019)
- James Cole – M.R.D. (2020)
- James Cole – G.O.A.T. (2020)
- Hugo Toxxx - Mumie (2021)
- James Cole - Alien (2022)

| Toxic Funk (2004) | Dixxx (2005) | České Kuře:Neurofolk (2005) | Dixxx Extended Edition (2006) |
| 1. Intro 2. Pulzní Hajzl 3. Supersonic 4. Skit 5. Baby 6. Superstaar 7. Hack & Phat Pimpí 8. Extra Skit 9. Raz Dva 345 10. Marilyn 11. Fotky Z Novin 12. Waldemar 13. Fruti Di Mare 14. hidden track: Kéry2 + Videoklip Supersonic | 1. Intro 2. Nakopni Dixxx 3. Hugo Boss 4. Linoleum 5. Commando X 6. Benchpress 7. Skit 8. Jádro Zubra 9. Yeeeah + Dirty King 10. Skit 11. Svět Je Nádherný 12. Chtít Mít Víc 13. Velmi nemocné kroky (hidden guests Luci & Niki) | 1. Intro 2. Kaprál 3. Party Shit 4. Solárium 5. Korleone 6. Kuřecí Zahrada 7. Norman 8. Kde Sou? 9. Reality Show 10. Krysí Smrt 11. Domácí Vězení 12. Outro 13. hidden track:Supersstar | 1. Intro 2. Toprock RMX 3. Nakopni Dixxx 4. Benchpress 5. Commando X 6. Hugo Boss 7. Linoleum 8. Jádro Zubra 9. Yeah! 10. Skit 11. Svět Je Nádherný 12. Chtít Mít Víc 13. Velmi Nemocné Kroky 14. Natural Perfect Angel |

| Dva Nosáči Tankujou Super (2007) | Dva Nosáči Tankujou Super CD2 (2007) |
| 1. Intro 2. Boom Click Click Boom 3. Pele 4. 00 Zero 5. Nádech 6. Kurva Květ 7. Výdech 8. Ze Všech Stran feat. La4 9. Nehas Co Nepálíš - DJ Stalone Remix 10. 2005 - Supercrooo Remix 11. Toxic Funk 12. Extra Humr 13. Supersonic 14. Hack a Phat Pimpí - Gate 6 Remix 15. Fotky Z Novin - Mystic Gang Remix 16. 1,2,3,4,5 vs Fotky Z Novin - Slowed n Fucked 17. Kéry 1 18. Kéry 2 19. Chyť Si Mě 20. 1620 21. Jádro Kudla 22. Tvůj Styl Je Moskyt Poskyt | 1. Hej Čubko 2. Velrybí Bolest 3. Ten Kluk Je Nemocný 4. Na Světlo Denní feat. La4 5. Hugo Boss 6. Nakopni Dixxx 7. Top Rock - Remix 8. KSČM 9. VAR feat. Defski 10. Poď Za Mnou 11. Kuřecí Zahrada - Supercrooo Remix 12. Kde Sou 13. Zápas feat. Orion 14. Parket feat. PSH 15. Nejsom Falošný feat. H16 a Vec 16. Party Shit - DJ Enemy Remx 17. Domácí Vězení - Extrémní Primáti Remix 18. Kariéra 16 - Paulie Garand Remix 19. Outro bonus Kariéra 16 RMX feat. H16 a Vecko |

## Spolupráce
- VA – Lyrik Derby vol. 1 (2001) – [Nádech - Wich RMX /SC ex K.O. + Standardní Režim /SC ex K.O.
- VA – From Amsterdam To Praha (2003) – Kéry /SC ex K.O.
- VA – East Side Unia vol. 3 (2003) – 2005 /SC  Archivováno 28. 5. 2007 na Wayback Machine.
- LA4 – Elá Pro (2004) – Na Světlo Denní feat. James Cole
- VA – Until That Day (2004) – Supercrooo /SC  Archivováno 29. 9. 2007 na Wayback Machine.
- DJ Wich – Time Is Now (2004) – Jádro Kudla /SC
- Gipsy – Rýmy a Blues (2005) – Sexy, Funky a Zlej feat. James Cole
- Marpo – Původ Umění (2005) – Velrybí Bolest feat. Hugo Toxxx
- Orion – Teritorium 2 (2005) – Zápas feat. James Cole
- Prago Union – HDP (2005) – VAR feat. James Cole
- VA – Nejbr Hip Hop mix vol. 1 (2005) – Svět je nádherný /Dixxx + Party Shit /SC
- VA – Utkej se v rapu presents CzechoSlovak Beats 2005 (2005) –Svět je nádherný /Dixxx
- Viktor Hazard – Rapsuperstar vol. 1 (2005) – Top Rock /Dixxx
- Moja Reč – S/M Show (2006) – Tanker feat. SC  Archivováno 30. 4. 2007 na Wayback Machine.
- PSH – Rap 'N' Roll (2006) – Wolfův Revír feat. James Cole + Parket RMX feat. SC, Čistychov, Indy
- VA – Nejbr Hip Hop mix vol. 2 (2006) – Nejsom Falošný /H16 feat. SC + Nemala By Si Byť /Zverina feat. Hugo Toxxx + Dávej Bacha /SC, Moja Reč, Vec, Katka Winterová
- Viktor Hazard – Rapsuperstar vol. 2 (2006) – Jako Víno /SC
- DJ Neo – Heartbreak club (2007) – Co je doma to, se počítá /Orion feat. James Cole
- Orion – Teritorium Remixy (2007) – Kam Vítr Tam Plášť feat. James Cole, Ego + Zápas feat. James Cole
- Marko – Velmi Nebezpečné Známosti (2007) – Auta, Rap, Stejky /Hugo Toxxx + Verbální Glock /James Cole + Boss /James Cole, Hugo Toxxx, W518, La4, Orion
- DJ Yanko – Thug Errcitě vol. 2 (2007) – Dřepim S Courou /SC
- DJ Kappa – Hra Sa Začíná (2007) – Sweet Dreams /SC feat. W518
- Shadow Drrop – Heavy Metal vol. 2 (2007) – Bartender /Hugo Toxxx
- LA4 – Panoptikum (2007) – Mánie feat. SC
- Haf & Beyuz – V Živote (2007) – Homotrek feat. Hugo Toxxx, Zverina
- Iscream boyz – Iscream boyz Mixtape Vol. 1 (2007) – Problem feat. Hugo Toxxx
- MAAT – Kandidáti existence (2007) – Nemužeš se probudit feat. James Cole + Pimpsleď feat. Hugo Toxxx + Nemužeš se probudit (JSM Remix) feat. James Cole
- Berezin – P-13 (2007) – Sterva feat. SC  + Bigg Boss Pt2 feat. SC, LA4, W518 (Bonus track) [zdroj?]
- Grimaso – Kto dá viac (2007) – Rock /SC feat. Otecko
- VA – Nejbr Hip Hop mix vol. 3 (2007) – Nemůžeš se probudit  /James Cole feat. MAAT  Archivováno 23. 10. 2020 na Wayback Machine.
- Vladimir 518 – Gorila vs. Architekt (2008) – Smíchov - Újezd feat. Hugo Toxxx, Orion + Vítěz sebere všechno feat. James Cole, LA4
- Cosmic Crew – Electric City MIXTAPE (2008) – Transformer feat. Hugo Toxxx
- Vec – Funkčný Veterán (2008) – Ony si ma nájdu feat. Hugo Toxxx, Delik + 1. milion feat. James Cole
- H16 – Čísla nepustia (2008) – S kým si, taký si feat. Hugo Toxxx
- Iscream boyz – Mixtape Vol. 2 (2008) – Životní styl (Remix) feat. Hugo Toxxx
- VA – Jižní Srnkobraní Vol.2 (2008) – Tohle je Skit /Hugo Toxxx + Pijeme pivo /James Cole + Problem RMX /Hugo Toxxx feat. Iscream boyz + Kdo ty jsi? Kdo tě zná? /Hugo Toxxx feat. Chang, Šejna
- Monkey Business – Twilight of Jesters (2009) – Wedding Song feat. James Cole
- Moja Reč – Dual Shock (2009) – Na voľnej nohe feat. Hugo Toxxx + Piroman feat. James Cole
- DJ Mike Trafik – H.P.T.N. Bigg Boss Sampler vol.1 (2009) – Pervitin, Herák, Toluen a Pivo feat. Hugo Toxxx, Pavel Baar + Gastro Tour feat. James Cole, Vec, Kardinál Korec, Orion, Jiří Babica + Děti Prázdnoty feat. James Cole, Indy, Orion, Lešek Semelka, Vladimir 518 + Kam mám jít feat. Hugo Toxxx, Vladimir 518 + Rap Biz (Summer rmx) feat. Orion, Tede, James Cole, Hugo Toxxx + Proč Si Proboha Na Mě Tak Zlá feat. Hugo Toxxx, Dara Rolins, Zverina, Vladimir 518
- VA – 20ERS - 20 let v tom! (2008) – Bike rembok adibas /James Cole feat. Kutmasta Kurt + Eins, zwei, polizei /Hugo Toxxx feat. Kool Keith + Krysy /James Cole feat. Orion + Nádech /K.O. Kru
- Lukrecius Chang – Jedinečný (2009) – Kdo ty jsi? Kdo tě zná? feat. Hugo Toxxx
- Marat Lucas – Soudný den (2009) – Kde si ty? feat. Hugo Toxxx
- Zverina – Zvierací inštinkt (2009) – Mám rád feat. Hugo Toxxx + Kde by zme bez vaz boli feat. James Cole
- Haf & Beyuz – Moderný spevák (2009) – Igor v krajine zázrakov feat. Hugo Toxxx
- Grimaso – Let the Beat Come True (2010) – Bůh feat. Hugo Toxxx
- PSH – Epilog (2010) – Všichni už jsou v Německu feat. Hugo Toxxx + Vim já? feat. James Cole
- Emeres – Mount Emerest (2010) – Koule One feat. James Cole
- Lucas Skunkwalker – PROMO (2010) – GIRLS feat. Hugo Toxxx + NECRONOMICON feat. James Cole
- Smack – Bullet Time Mixtape (2010) – Volte mě 2 feat. Hugo Toxxx
- LA4 – Gyzmo (2010) – Něco jako klid/crack feat. James Cole + Relativně spokojenej kak feat. Hugo Toxxx + Chléb náš vezdejší feat. Hugo Toxxx, Vladimir 518
- Řezník – Vzestup zla (2011) – Žižkovský bary feat. James Cole
- Ektor – Topství (2011) – Dobrý feat. Hugo Toxxx
- DeSade – Bereš to vážně? (2011) – Harašment feat. James Cole
- MAAT – Euroflow (2011) – Crazy Shit feat. James Cole
- Sax – Johnny Deep Mixtape (2011) – Řekni mi něco co nevim feat. Hugo Toxxx
- Smack – 2051 (2012) – V hajzlu 2 feat. Hugo Toxxx + Nestarám se a pálim zoot (Remix) feat. Hugo Toxxx
- Řezník – Hudba u který se chcípá (2012) – WorldWideWicketShit feat. James Cole
- Ektor & DJ Wich – Tetris (2012) – Zmiz feat. Hugo Toxxx
- Lukrecius Chang – Jedinečný Vol. 2 (2013) – Hustler feat. Hugo Toxxx + Hustler (Remix) feat. Hugo Toxxx
- Smack – Hudba pro zm+dy (2013) – Leadeři feat. Hugo Toxxx
- 4D – Krystal (2013) – Zelený dym feat. Orion, Ektor, Dan Bárta, Hugo Toxxx
- Vladimir 518 – Idiot (2013) – Jak se ti líbim teď? feat. James Cole + Nemám zájem feat. Hugo Toxxx
- Grimaso – Heartbeat (2013) – Děfko jsem real feat. Hugo Toxxx
- DeSade – Sádismus (2013) – Nemůžu vylízt ven feat. James Cole
- Řezník – Muzeum mentálních kuriozit (2014) – Penetrační touhy feat. OD, Evil Dope, Haades, DeSade, Hugo Toxxx, James Cole
- Orion – Noční vidění (2014) – Já bych chtěl mít swag feat. Hugo Toxxx + Egotrip feat. James Cole
- LA4 & DJ Wich – Panorama (2014) – Volnej spád feat. James Cole + Krásní lidé feat. Hugo Toxxx + Krásní lidé (Remix) feat. Hugo Toxxx
- Ektor – Detektor (2015) – Pikain feat. James Cole
- Moloch Vlavo – Faltape Falanga (2015) – Tvrdá párty feat. James Cole
- Frank Flames – Sleepwalker (2015) – Milion fans feat. Crazy Buds, Hugo Toxxx + Coura feat. James Cole
- Maniak – Ach Ano II: Děti z Ballerbynu (2016) – Harambe Bars feat. James Cole
- Rytmus – Krstný otec (2016) – Je nám úplne jedno feat. Separ, James Cole
- Vladimir 518 – Ultra! Ultra! (2017) – Nemam pro tebe lék feat. James Cole + Vzbuď mě až skončíš feat. Hugo Toxxx
- Vladimir 518 – Kamarádi feat. Hugo Toxxx (2017)
- Galactic Donuts – Light It Up (2018) – Hoes N Drugs feat. James Cole
- Wako – The Wulf (2018) – Sory Jako feat. James Cole
- Voodoo808 – GUAP feat. Hugo Toxxx (2019)
- Sensey – BRATAN (2019) – TANK feat. Hugo Toxxx
- Frayer Flexking – BLAS feat. Hugo Toxxx (2019)
- Shimmi – Woah (2020) – Ladový Swag feat. Rollsout, Hugo Toxxx
- Smack – Chimera Pt. 1: Lion (2020) – Vařim feat. Hugo Toxxx
- Frayer Flexking – Ghost Town feat. Radikal Chef, Hugo Toxxx (2020)
- Robin Zoot – Pouzar (2020) – Žádná dieta feat. CA$HANOVA BULHAR, Fobia Kid, Hugo Toxxx
- Peyseyko – milf and money (2020) – Nemůžeš felit feat. Hugo Toxxx